# تفی (آبنبات)
تفی (به انگلیسی: Taffy) گونه‌ای آبنبات است که در ایالات متحده ساخته شده‌است. این آبنبات معمولاً حاوی شکر، نشاسته ذرت، شربت ذرت، گلیسیرین، آب، کره و نمک است.

## نگارخانه

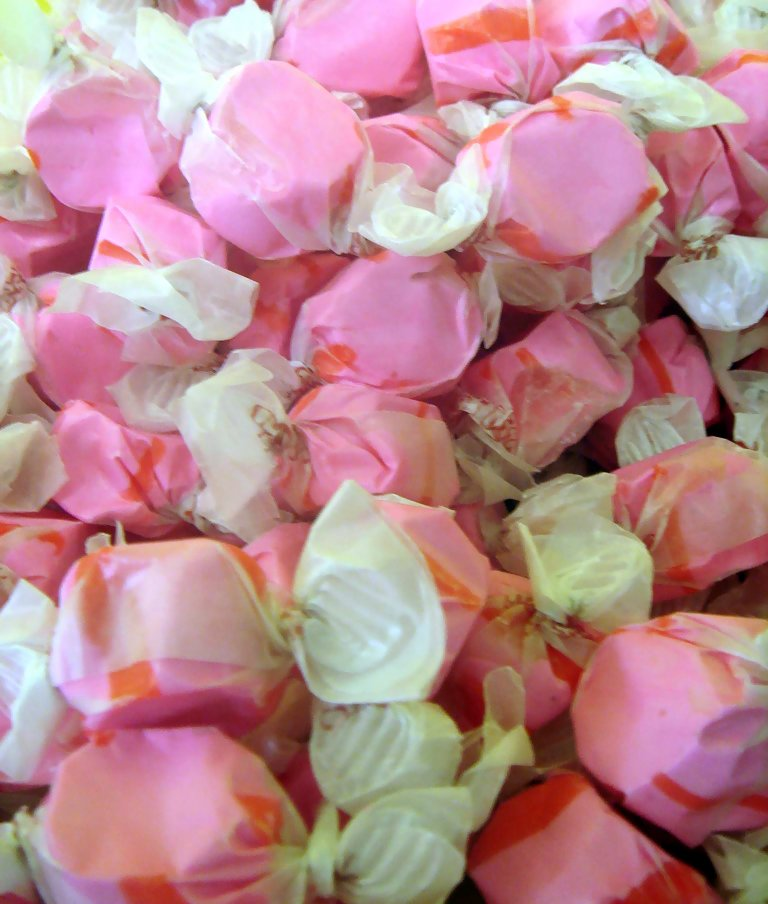
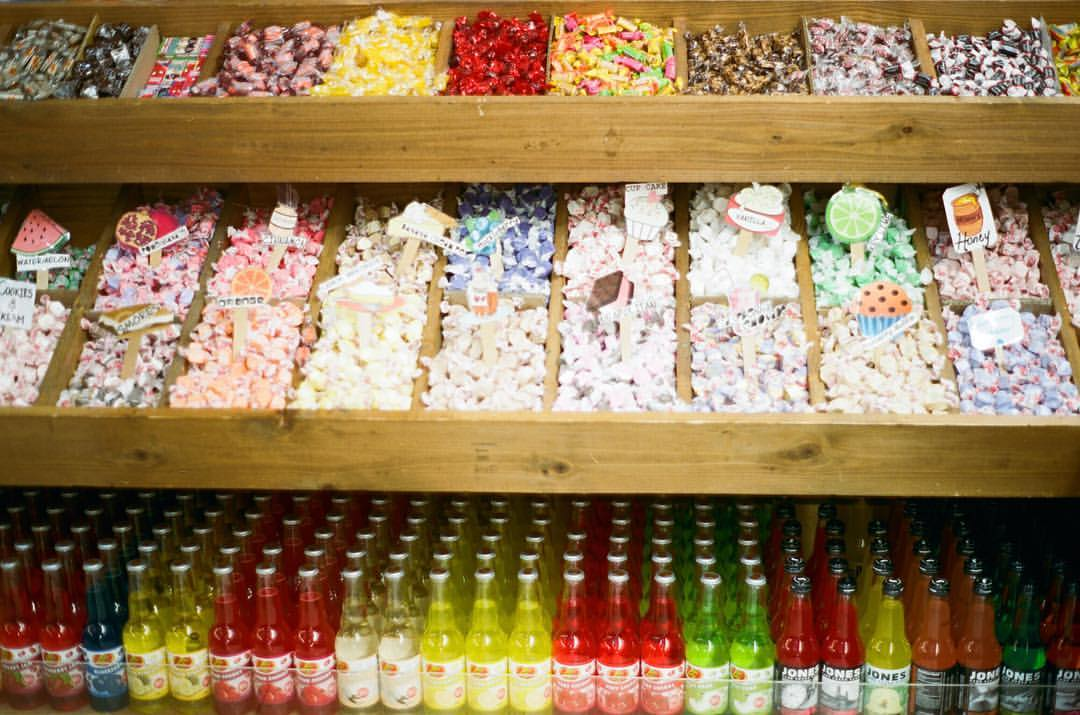
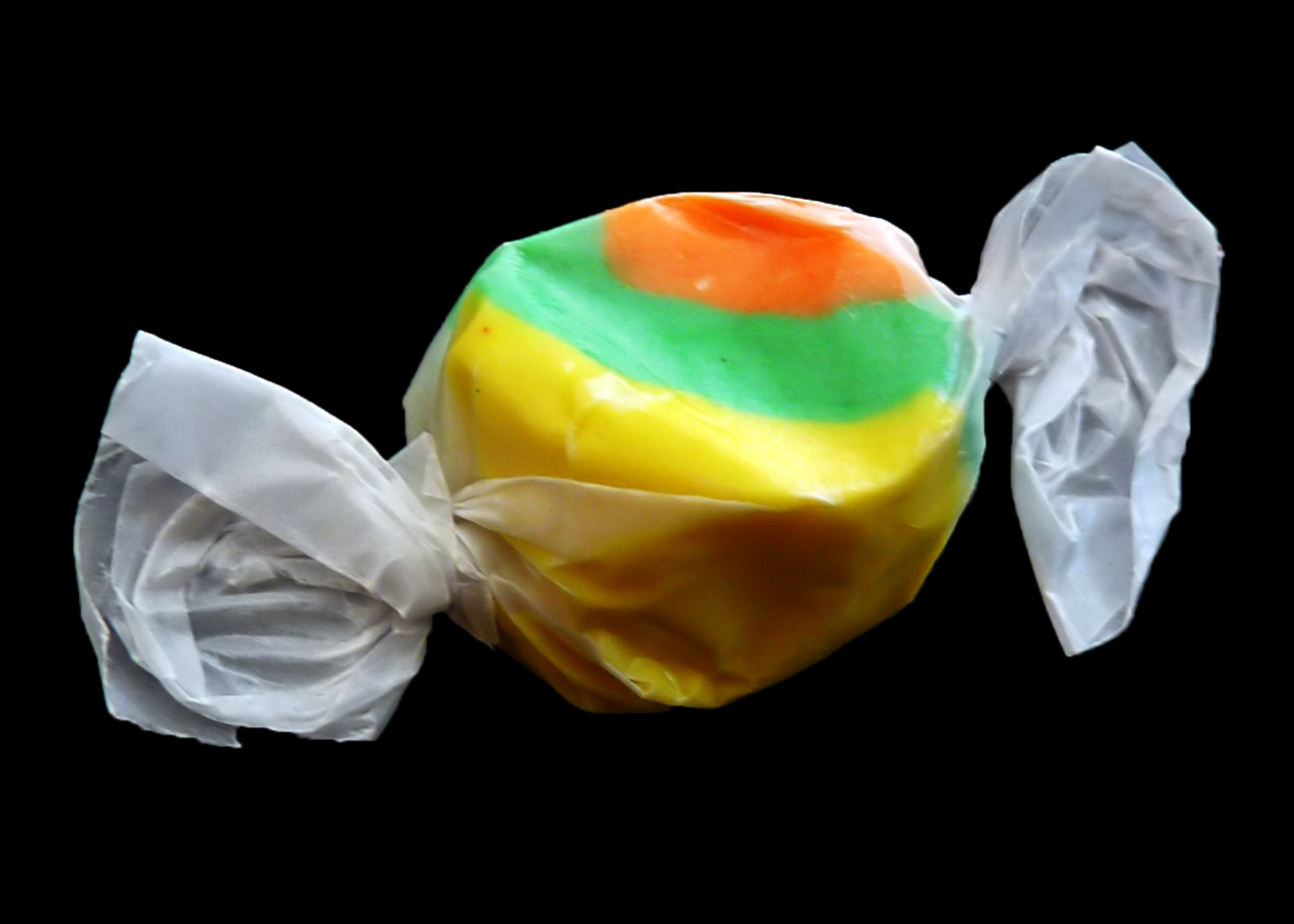
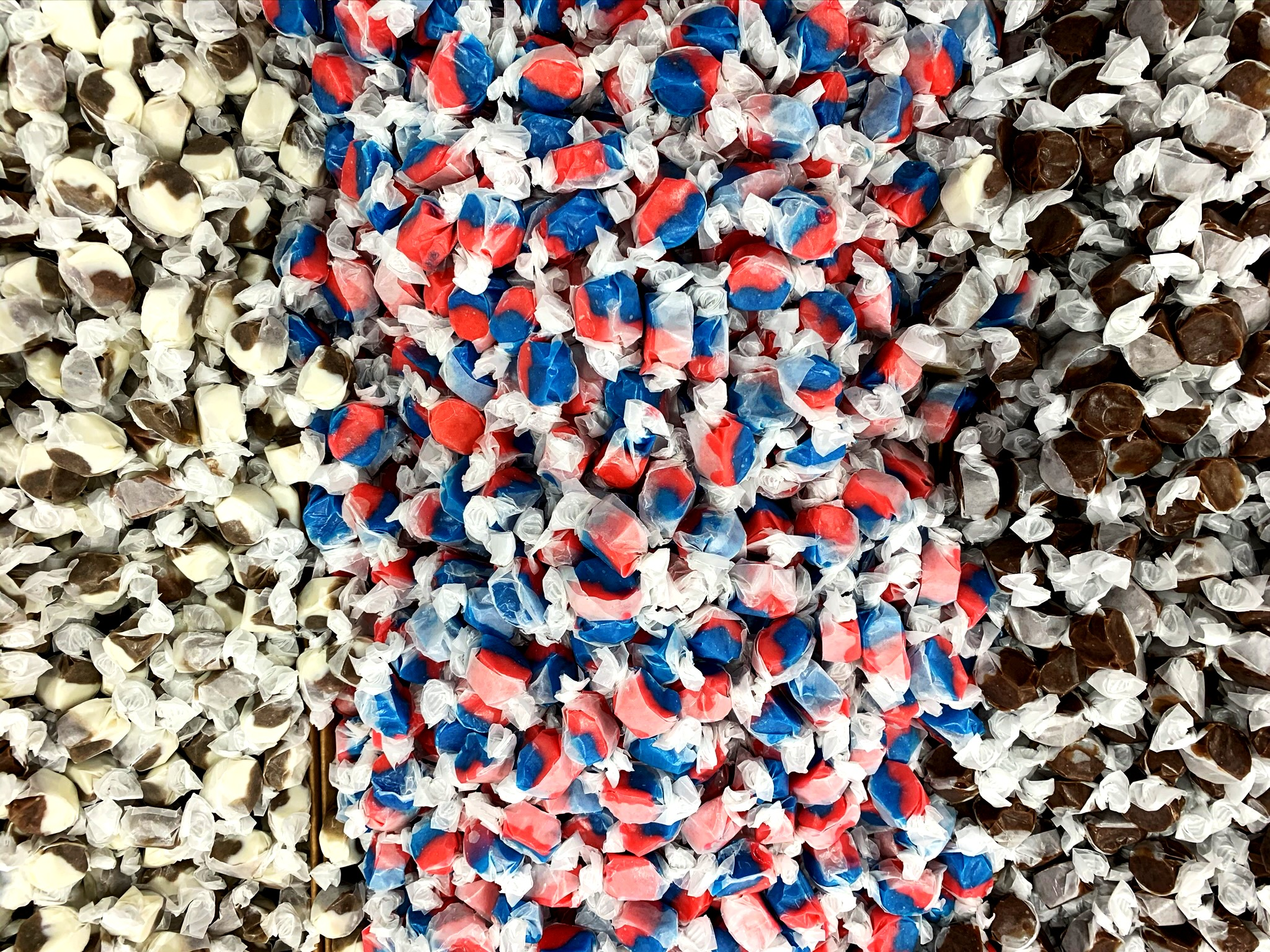